# Spaçi börtön
A spaçi börtön (albán burgu i Spaçit) a kommunista Albánia 1968 és 1991 között fennállt börtöne és munkatábora volt, ahol kizárólag politikai elítéltek töltötték büntetésüket. A burreli mellett Albánia egyik leghírhedtebb börtöne volt, ahol embertelen körülmények között egyszerre mintegy 800 embert – többnyire értelmiségieket, művészeket, egyházi személyeket – tartottak fogva és dolgoztattak a közeli réz- és piritbányában. A 2010-es évek első fele óta ismertek kormányzati tervek arra vonatkozóan, hogy az egykori börtön épületkomplexumát múzeummá alakítsák.
Az egykori börtön épületei Lezha megye Mirdita községében, azon belül Orosh alközség területén, Kodër-Spaç és Gurth-Spaç falvak között található. A Kis-Fan völgyével párhuzamosan futó, A1-es jelű Durrës–Kukës–Morina-autópálya északi oldalán, az SH40-es jelű főúton Repstől 6 kilométerre található.

## Története
1967-ben az albán kormányzat úgy döntött, hogy a lakott területektől távol eső, korábban megnyitott mirditai hegyvidéki réz- és piritbánya művelését politikai foglyokkal oldja meg. A következő évben, 1968-ban használatba is vették a spaçi börtönt és munkatábort, a tárnák alatti teraszos hegyoldalban emelt épületek megteltek politikai foglyokkal. Bár szigorúan védett objektumnak számított, elszigetelt helyzetének köszönhetően a börtön 12 hektáros területét csupán háromszoros szögesdrótkerítéssel vették körbe. Az őrök mellett polgári személyeket is alkalmaztak, akik a bányaművelés során felhasznált robbanóanyagokat kezelték. Spaçban egy időben átlagosan 800 embert tartottak fogva, az intézmény 1991. évi bezárásakor 830 politikai fogoly nyerte vissza a szabadságát. A nehéz bányászmunkát a szűkös elhelyezési körülmények súlyosbították: az 5×6 méteres szobákban harminc embert zsúfoltak össze. A legkisebb kihágást is különzárkával büntették, ahol étel és takaró nélkül voltak kénytelenek napokat eltölteni a fogvatartottak, ami a zord téli klímájú hegyvidéken különösen kegyetlen eljárásnak számított. A kimerültség és az éhezés többekkel végzett, néhányukat a tábor őrei lőtték le. Fennállásának huszonnégy éve alatt emberek ezrei szenvedtek Spaçban, de a pontos szám, és különösen a halottak száma nem ismert: az elhunytak közül sokakat a család értesítése nélkül a szemközti hegyoldalban, jeltelen sírokba temettek el az őrök. A spaçi munkatáborhoz kötődik a sztálinista Albánia egyik első rendszerellenes politikai megmozdulása: 1973-ban a börtönlakók fellázadtak embertelen életkörülményeik miatt.
- A baloldali vörös téglaépület a fogva tartottak körlete, jobboldalt a börtönadminisztrációnak és a börtönőrök hálókörletének otthont adó blokk. Az utóbbi bal oldalán látható kis épületben találkozhattak a rabok az őket meglátogató rokonaikkal

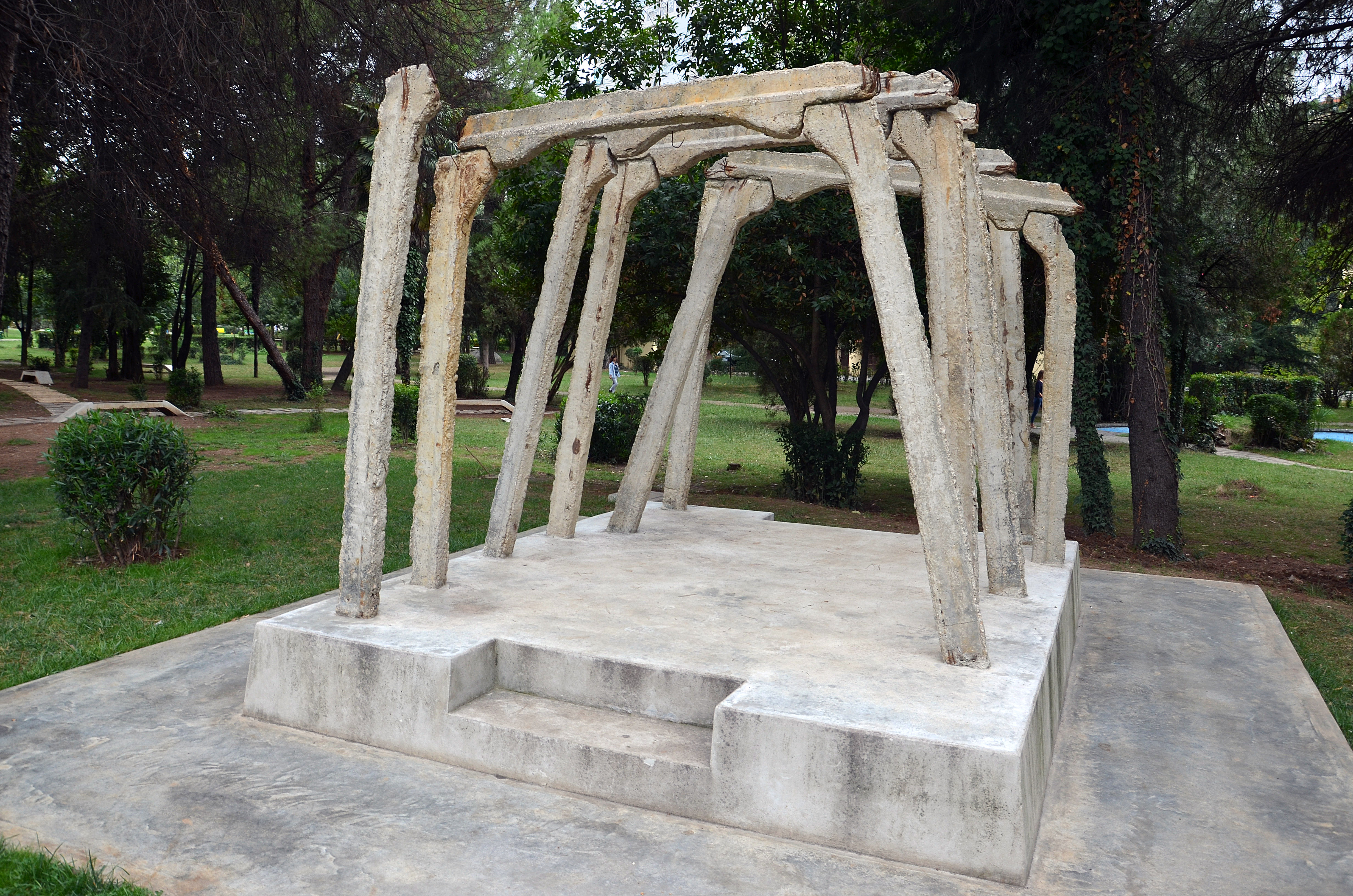
A spaçi munkatábor egyik bányatárnájának betondúcolása történelmi mementóként kiállítva Tirana Postbllok néven ismert szabadtéri installációjában

1991-ben, az albániai rendszerváltást követően a spaçi börtönt felszámolták. Noha nemzeti történelmi emlékhelyi státuszt kapott, az épületegyüttest elhanyagolták. Az építészeti örökségvédelemmel foglalkozó World Monuments Fund 2016-ban felvette a veszélyeztetett albániai emlékhelyek listájára. Miután a kommunista diktatúra büntetés-végrehajtó intézetei között kiemelten hírhedt volt a spaçi, emellett a többi börtön a rendszerváltást követően továbbra is használatban maradt, javasolták az épületkomplexum múzeummá, emlékhellyé alakítását. A 2010-es években a mindenkori albán kormányzat többször jelezte azon szándékát, hogy a börtön épületegyüttesét nemzeti mementóként felújítják, és múzeumot rendeznek be a falai között.

### Nevezetes fogvatartottak
- Maks Velo festőművészt „modernista tendenciák” vádjával 1978-ban elítélték és mintegy kétszázötven alkotását megsemmisítették, büntetését 1979 és 1986 között a spaçi munkatáborban töltötte.[7]
- Fatos Lubonja(wd) író, politikai elemző 1979-től tizenegy évet töltött el a spaçi szögesdrótok között, és később kiadott börtönnaplóját, visszaemlékezéseit Second sentence: Inside the Albanian gulag címen angolul is kiadták.[8]